# بروك جاكوبي
بروك جاكوبي (بالإنجليزية: Brook Jacoby)‏ هو مدرب كرة القاعدة ‏ أمريكي، ولد في 23 نوفمبر 1959 في فيلادلفيا في الولايات المتحدة.

## وصلات خارجية
- بروك جاكوبي على موقع دوري كرة القاعدة الرئيسي (الإنجليزية)
- بروك جاكوبي على موقع الدوري الياباني لكرة القاعدة (الإنجليزية)
- بروك جاكوبي على موقعبيزبول رفرنس.كوم (الدوري الرئيسي) (الإنجليزية)
- بروك جاكوبي على موقعبيزبول رفرنس.كوم (الدوري الثانوي) (الإنجليزية)
- بروك جاكوبي على موقع إي إس بي إن.كوم (أم.أل.بي) (الإنجليزية)
- بروك جاكوبي على موقع مشجعي الرسوم البيانية (الإنجليزية)